# Ditropis pteridis
Ditropis pteridis är en insektsart som först beskrevs av Maximilian Spinola 1839.  Ditropis pteridis ingår i släktet Ditropis och familjen sporrstritar. Arten är reproducerande i Sverige. Inga underarter finns listade i Catalogue of Life.